# Elsa Nanna Johansson
Elsa Nanna Johansson, född 27 november 1906 i Karlshamn, död i december 1972 i Marylebone, var en svensk agent som tillsammans med sin fästman Alfred Rickman i största hemlighet dömdes för inblandning i sabotageplanerna rörande hamnen i Oxelösund.
Elsa Nanna Johansson var sekreterare och fästmö till britten Alfred Rickman, som hade en importverksamhet i Sverige. Han bosatte sig i Stockholm 1938. Efter ett tips till Statspolisen arresterades den 19 april 1940 Johansson och Rickman samt ytterligare två män, britten Ernest Biggs och tyska socialisten Arno Behrisch. Polisen gjorde husrannsakan i Rickmans bostad i Stockholms innerstad, där man fann 53,6 kilo sprängmedel, stubin och tändhattar som kom från den brittiska ambassaden. De hade överförts till Rickman's 1937 Plymouth och i första omgång transporterats till en lada i Danderyd. Man gjorde även husrannsakan på Rickmans kontor där man fann ytterligare 57,3 kilo sprängmedel, åtta minor och 320 magnesiumbrandbomber. 
Rickman var ledare för Rickmanligan på uppdrag av brittiska Secret Intelligence Service. Ligan skulle genomföra Operation Strike Ox och hade därför rekognoserat och spionerat i Oxelösunds hamn och planen var att spränga två lyftkranar för att sabotera den svenska malmexporten till Tyskland från denna hamn. Den brittiska militärattachén i Stockholm, överste Reginald Sutton-Pratt, hade redan före arresteringen meddelat att attentatet inte skulle verkställas eftersom planerna kommit till tysk kännedom och tyskarna informerat Gustaf V som enligt uppgift skulle ha bett sin engelske kollega Georg VI att avstyra det hela. Den svenske kungens ingripande har inte verifierats. Den 29 juni 1940 dömde Stockholms rådhusrätt Johansson till två år och Rickman till åtta års straffarbete.
På kvällen tisdagen den 22 februari 1944 bombades Stockholm och Strängnäs samtidigt av sovjetiska bombplan. De svenska myndigheternas officiella förklaring har varit att det skedde en felnavigering. Sovjetunionen erkände aldrig att de skulle haft plan i luften den aktuella kvällen. Vid konselj på Stockholms Slott fredagen den 25 februari 1944 benådades Rickman. Samtidigt benådades det ryska agentparet Sidorenko, mannen avtjänade ett långt fängelsestraff. Paret Sidorenko lämnade Sverige 27 februari 1944, med destination Skottland. Deras vidare öde är okänt. Rickman flögs ensam från Bromma flygplats mot Skottland med G-AGFX med flygkapten Jude som befälhavare den 14 mars 1944 kl 19.30. Rickman och Johansson återsågs efter kriget i England där de gifte sig 1957 i London.